# Lijst van door Nederlanders gestichte steden in het buitenland
De lijst van door Nederlanders gestichte steden in het buitenland, geeft een overzicht van steden en dorpen die Nederlandse kolonisten en immigranten in de loop der eeuwen over de gehele wereld hebben gesticht. De meeste van deze plaatsen zijn te vinden in zuidelijk Afrika. Bekende voorbeelden zijn Kaapstad en New York. Deze lijst is niet compleet.

## Noord-Amerika en Midden-Amerika

### Verenigde Staten

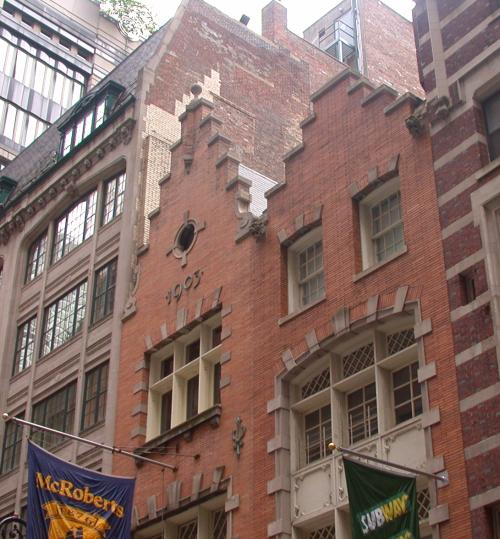
New York

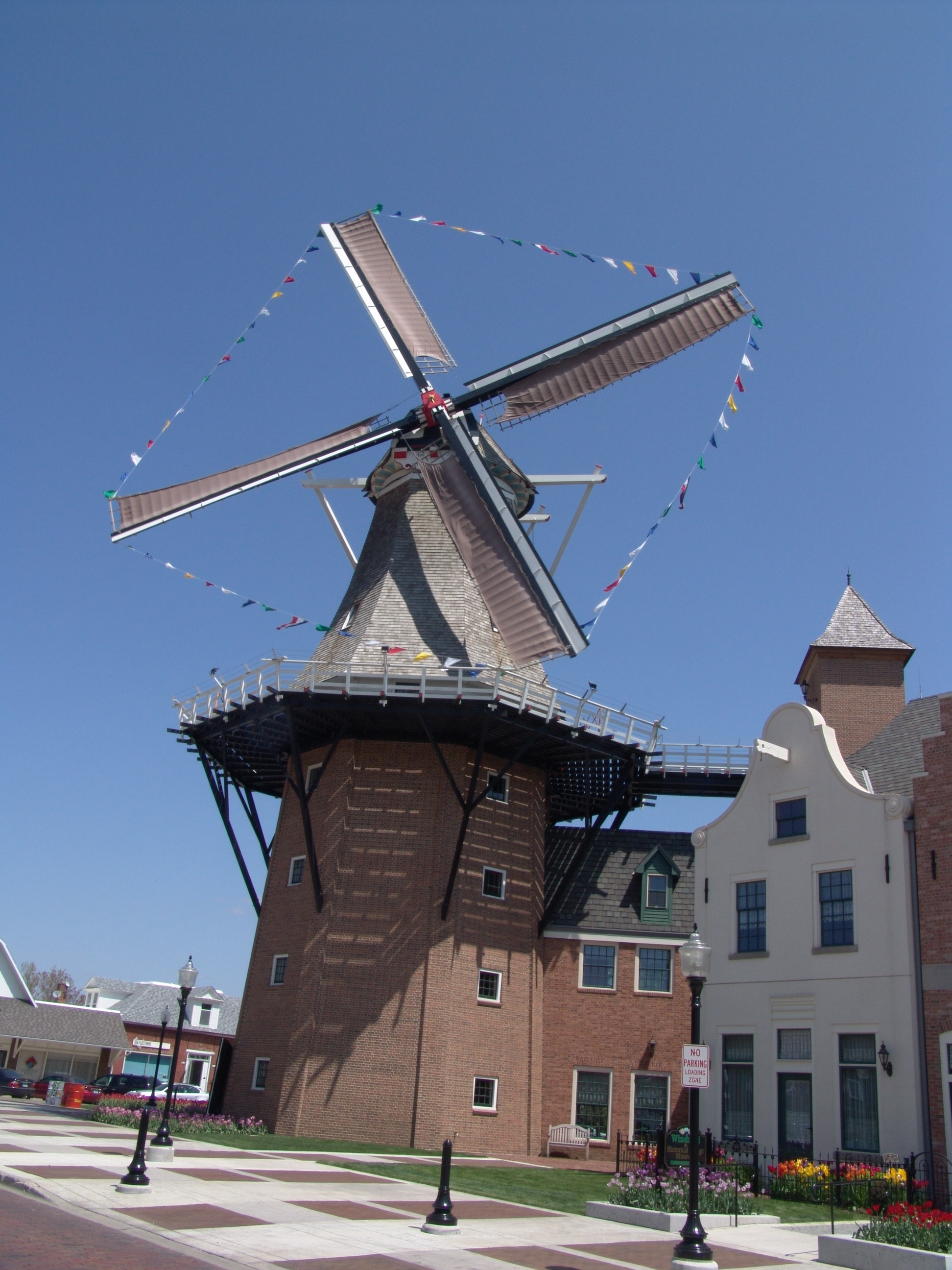
Pella

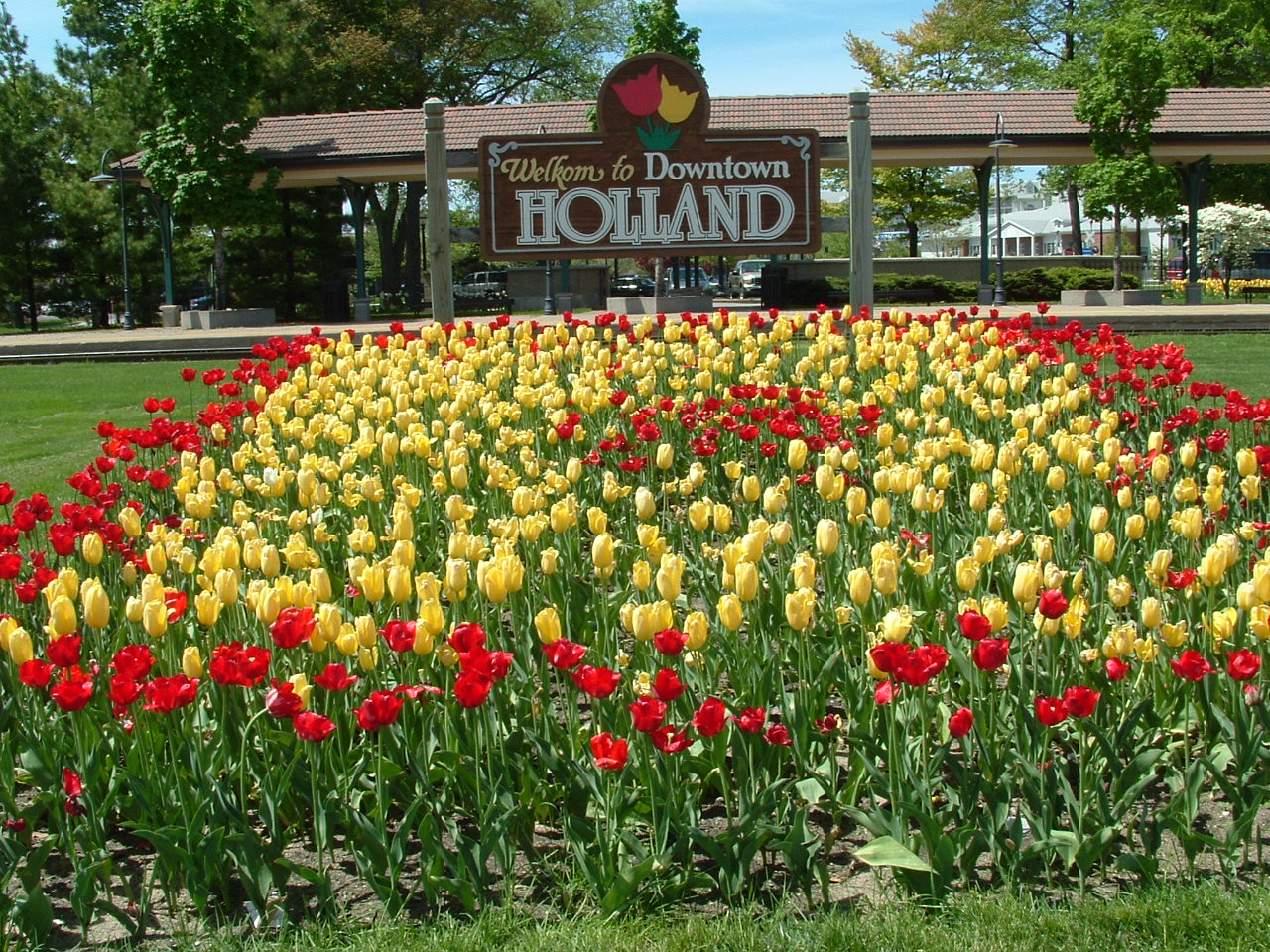
Holland

In het huidige gebied van de Verenigde Staten hebben zich in twee tijdperiodes, namelijk tijdens de kolonisatieperiode van Nieuw-Nederland in de 17e eeuw en in de 19e eeuw, een redelijk aantal immigranten gevestigd in de binnenlanden van de Verenigde Staten. De beroemdste voorbeelden van door Nederlanders gestichte steden zijn New York en zijn wijken, maar ook Albany, de hoofdstad van de staat New York is een voorbeeld. In de binnenlanden van Amerika leven in de gestichte plaatsen vaak nog steeds een meerderheid van Nederlandse Amerikanen. De architectuur en namen verraden de Nederlandse aanwezigheid.
- New York, gesticht in 1625 als Nieuw Amsterdam, grootste stad van de Verenigde Staten
  - Harlem, gesticht in 1658 als Nieuw-Haarlem, thans wijk in stadsdeel Manhattan van New York
  - Brooklyn, gesticht in 1646 als Breuckelen, thans stadsdeel van New York
  - Flushing, gesticht in 1645 als Vlissingen, thans wijk in stadsdeel Queens van New York
  - The Bronx, gesticht als Bronck's land, thans stadsdeel van New York
  - Elmhurst, gesticht in 1652 als Middelburgh, thans buurt in het stadsdeel Queens van New York
  - Jamaica, gesticht in 1656 als Rustdorp, thans buurt van in het stadsdeel Queens van New York
  - Flatbush, gesticht in 1652 als Midwout, thans buurt in het stadsdeel Brooklyn van New York
  - New Utrecht, gesticht in 1657 als Nieuw-Utrecht, thans buurt in het stadsdeel Brooklyn van New York
  - Flatlands, gesticht in 1647 als Nieuw-Amersfoort, thans buurt in het stadsdeel Brooklyn van New York
  - Bushwick, gesticht in 1661 als Boswijck, thans buurt in het stadsdeel Brooklyn van New York
- Albany, gesticht in 1647 als Beverwijck, thans hoofdstad van de staat New York
- Kingston (New York), gesticht in 1652 als Wiltwijck
- Rotterdam (New York)
- Yonkers (New York), gesticht als Colen Donck of Jonkers Land
- New Castle (Delaware), gesticht in 1651 als Nieuw-Amstel
- New Almelo (Kansas), gesticht in 1880
- Wilmington (Delaware), gesticht in 1638 als Altena
- Pella (Iowa), gesticht in 1847
- Holland (Michigan), gesticht in 1847
- Zeeland (Michigan), gesticht in 1847
- Vriesland (Michigan)
- Drenthe (Michigan)
- Groningen (Michigan)
- Zutphen (Michigan)
- Overissel (Michigan)
- Noordeloos (Michigan)
- Harlem (Michigan)
- Graafschap (Michigan)
- Borculo (Michigan)
- Zwolle (Louisiana)

### Aruba

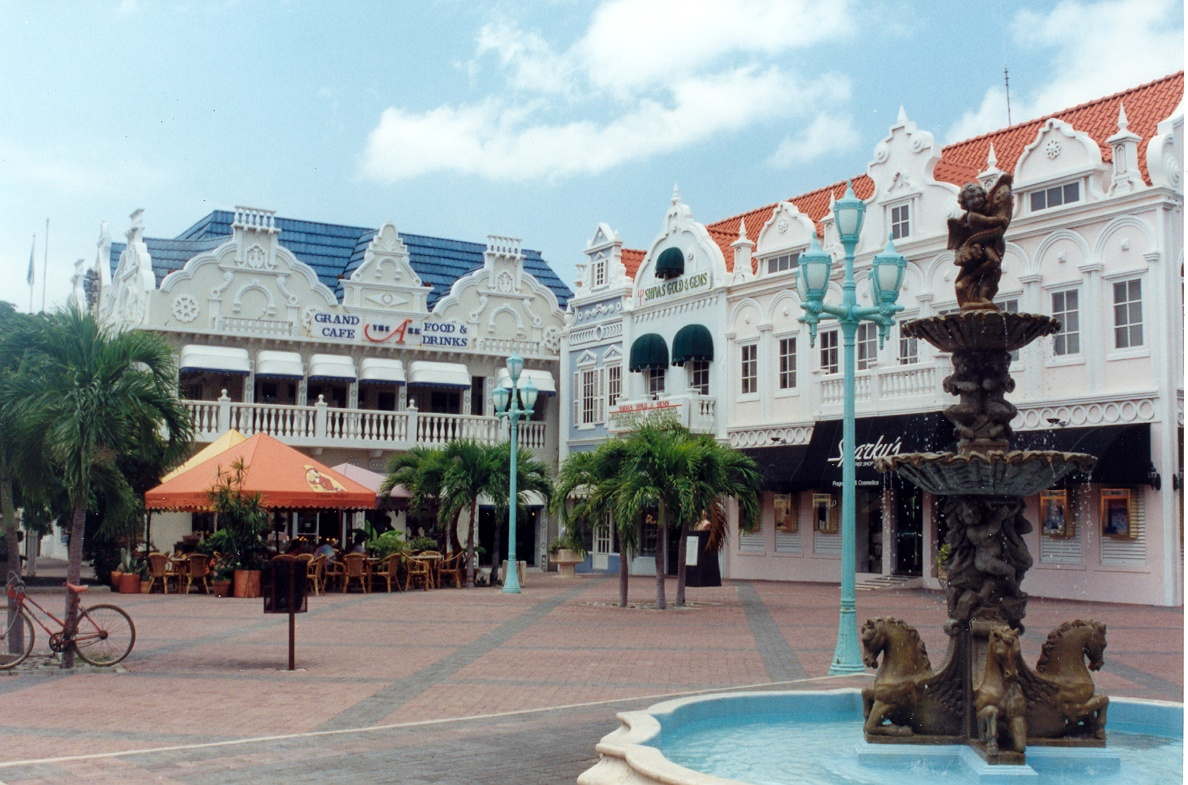
Oranjestad

- Oranjestad

### Nederlandse Antillen
- Philipsburg
- The Bottom, gesticht als Botte
- Oranjestad, Sint-Eustatius

## Zuid-Amerika

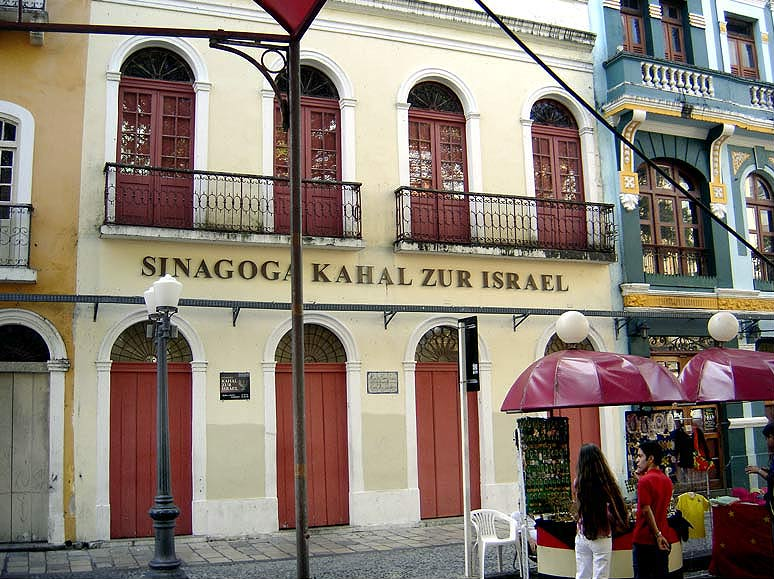
Recife, Mauritsstad

### Guyana
- Beterverwagting
- Met-en-Meerzorg
- New Amsterdam, gesticht in de jaren dertig van de 18e eeuw
- Schoon Ord
- Uitvlugt
- Vreed en Hoop
- Wel te Vreeden
- Weldaad
- Zeeburg

### Suriname
- Nieuw-Amsterdam, vernoemd naar de hoofdstad van Nederland
- Lelydorp
- Groningen
- Wageningen

### Brazilië
- Mauritsstad, thans deel van de Braziliaanse stad Recife
- Holambra, gesticht als plaats in 1991, gevormd uit een boerennederzetting

### Tobago
- Nieuw Vlissingen, later Lampsinsburg nu Scarborough

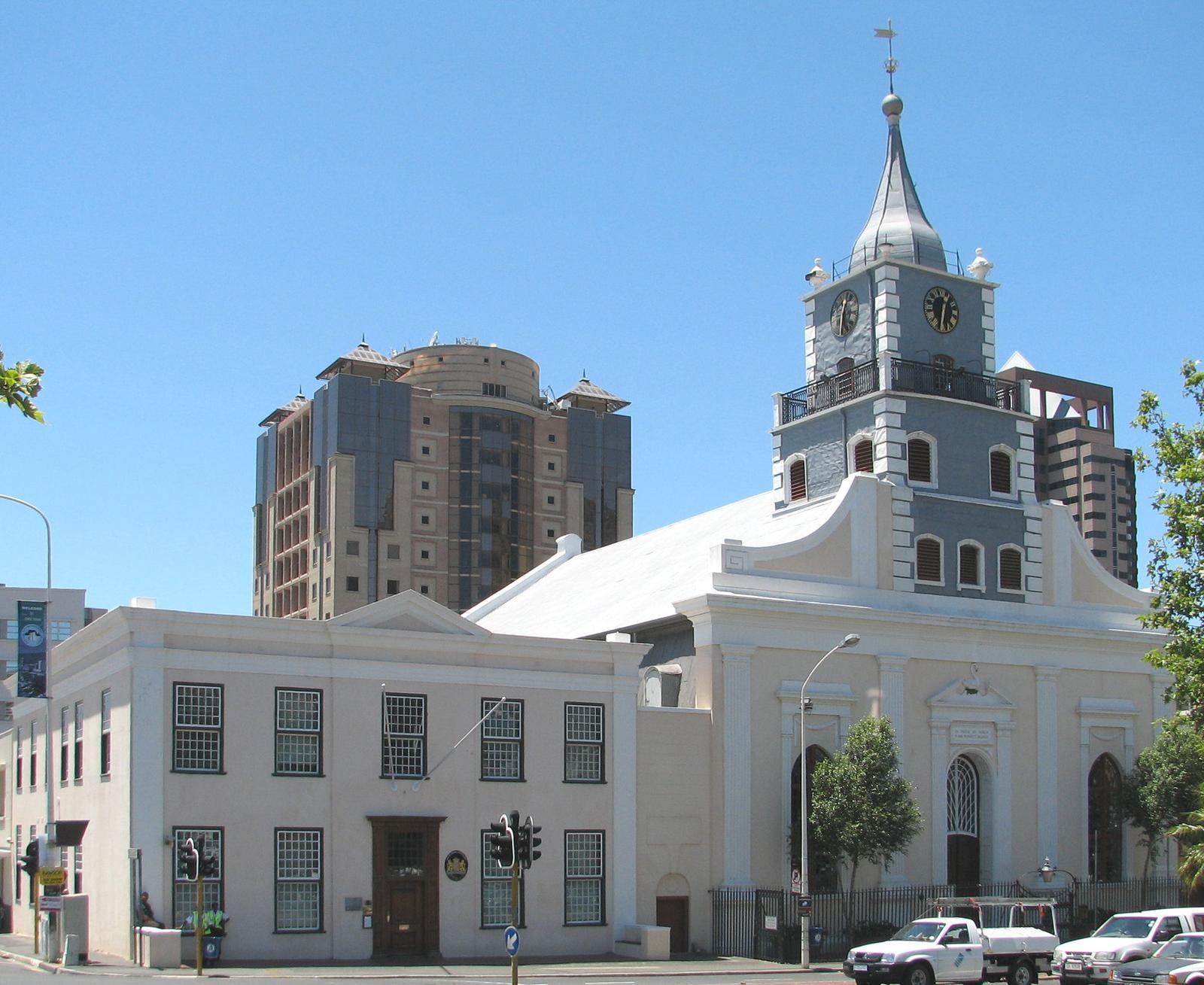
Kaapstad

Stellenbosch

## Afrika

### Zuid-Afrika
In Zuid-Afrika is de Nederlandse aanwezigheid onuitwisbaar, alle 3 de hoofdsteden die het land rijk is, zijn door de Nederlanders en hun nazaten gesticht. De Nederlanders hadden bezit van de Kaapkolonie, toen deze door de Britten werd veroverd, vertrokken veel Nederlandse kolonisten naar de binnenlanden van Zuidelijk Afrika en stichtten daar landen en plaatsen. Deze mensen werden Voortrekkers en later Boeren genoemd. Tevens trokken deze verwilderde Nederlanders naar gebieden van het huidige Botswana, Namibië, Angola en Swaziland. Vandaag de dag worden veel Nederlandse namen door de regeringspartij ANC veranderd in Afrikaanse namen, zo heet Pretoria onder andere ook Tswhane en is Pietersburg verdoopt in Polokwane. Enkele voorbeelden van plaatsen die door Nederlandse kolonisten en hun opvolgers, de Afrikaners, zijn gesticht, zijn:
- Kaapstad, een van de drie hoofdsteden van Zuid-Afrika gesticht door Nederlandse kolonisten
- Johannesburg, grootste stad van Zuid-Afrika
- Pretoria, een van de drie hoofdsteden van Zuid-Afrika, vernoemd naar Andries Pretorius
- Bloemfontein, een van de drie hoofdsteden van Zuid-Afrika
- Pietersburg, gesticht door Voortrekkers
- Stellenbosch, vernoemd naar gouverneur Simon van der Stel
- Swellendam, vernoemd naar gouverneur Hendrik Swellengrebel
- Franschhoek, gesticht als "Olifantshoek"
- Amersfoort (Zuid-Afrika)

### Namibië
- Grootfontein
- Vlissingen Noord
- Vlissingen Suid

### Swaziland
- Bremersdorp, sinds 1960 Manzini, gesticht in de late 19e eeuw, vernoemd naar Arthur Bremer

### Lesotho
- Riet Vlei

### Botswana
- Struizendam
- Bokspits
- Draaihoek
- Vaalhoek
- Groote Laagte
- Kalkfontein

## Azië

### Indonesië
- Depok

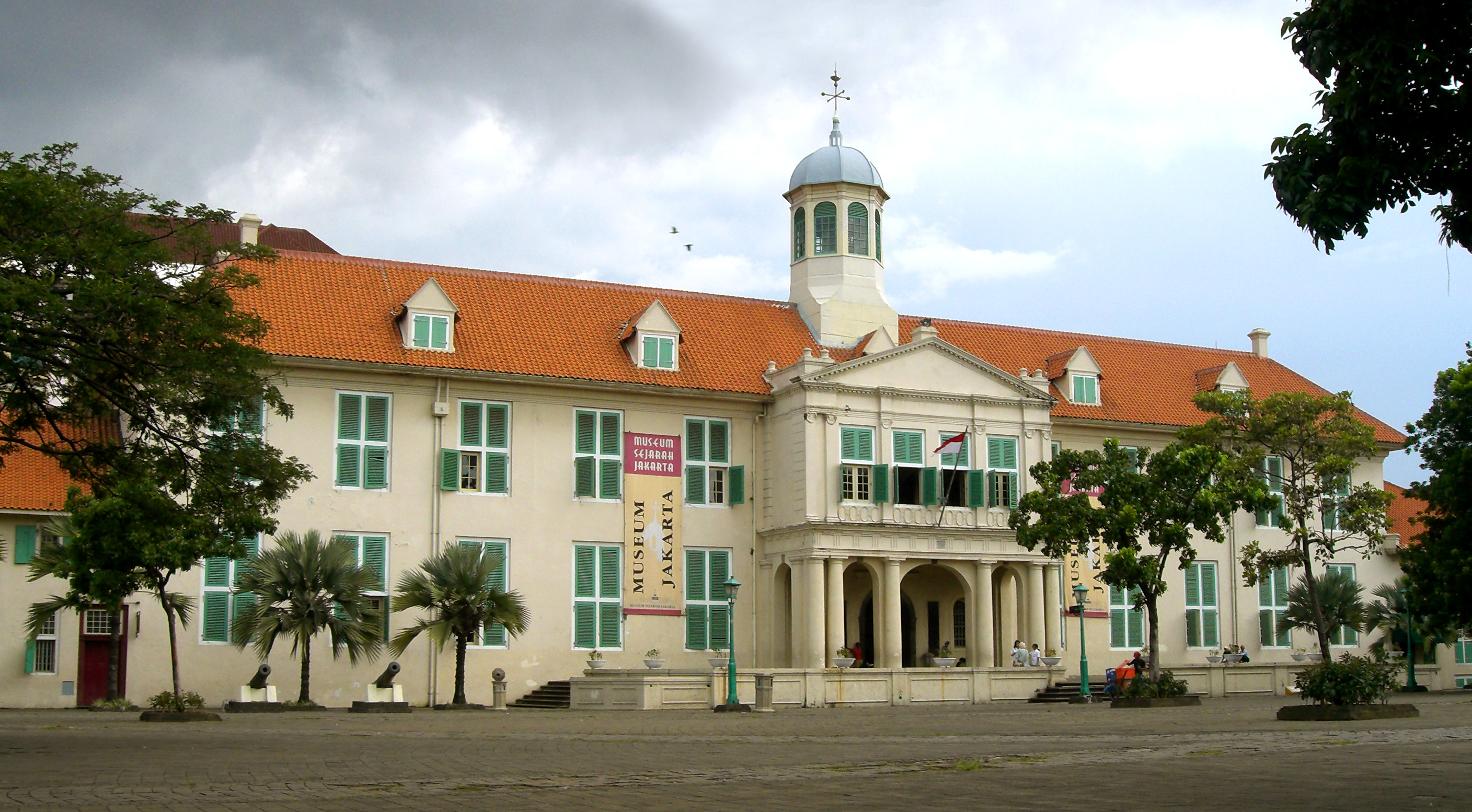
Jakarta, voormalig Batavia

- Jakarta, gesticht in 1619 als Batavia op de ruïnes van een verwoeste stad, thans hoofdstad van Indonesië en miljoenenstad
- Bogor, gesticht in 1745 als Buitenzorg
- Jayapura, gesticht als Hollandia, hoofdstad van voormalig Nederlands-Nieuw-Guinea